# Davide Van De Sfroos
Davide Van De Sfroos, pseudonimo di Davide Enrico Bernasconi (Monza, 11 maggio 1965), è un cantautore, chitarrista e scrittore italiano.
Lo pseudonimo Van De Sfroos restituisce foneticamente un'espressione che in lingua lombarda significa [essi] vanno di frodo, vanno di contrabbando.

## Biografia

### Primi anni
Davide Bernasconi nasce l'11 maggio 1965 a Monza, dove trascorre i primi quattro anni della sua vita, nel quartiere Triante. La sua famiglia si trasferisce poi a Mezzegra, sul lago di Como, nell'omonima provincia. Inizia le prime esperienze musicali nei Potage, gruppo di ispirazione punk. Dopo essere stato un solista, incontra il bassista Alessandro "Frode" Giana con il quale forma i Van De Sfroos, gruppo che comincia elaborando alcuni testi in finto inglese, italiano e lombardo nella sua variante laghée. Questi sfociano nella pubblicazione della musicassetta in studio Ciulandàri! (1992) e di quella dal vivo Viif (1994). All'interno del gruppo sono all'epoca presenti anche Marcu de la Guasta (flauto e sassofono), Teo de Sfriis (tromba e armonica), Lorenzo MC Inagranda (violino, mandolino e banjo) e Fabietto Stralüsh (batteria), quest'ultimo sostituito nel 1993 da Didi Murahia. È proprio l'uso originale della variante comasca del lombardo per i testi delle loro canzoni a portarli subito verso il successo. Divenendo il simbolo musicale di Como, il gruppo è conosciuto in tutta Italia e in Canton Ticino, dove si parla un dialetto simile a quello laghée, comunque comprensibile da chi ha familiarità con i dialetti lombardi. Nel 1995 i Van De Sfroos pubblicano l'album Manicomi ottenendo discreto successo. Il gruppo si scioglie nel 1998.

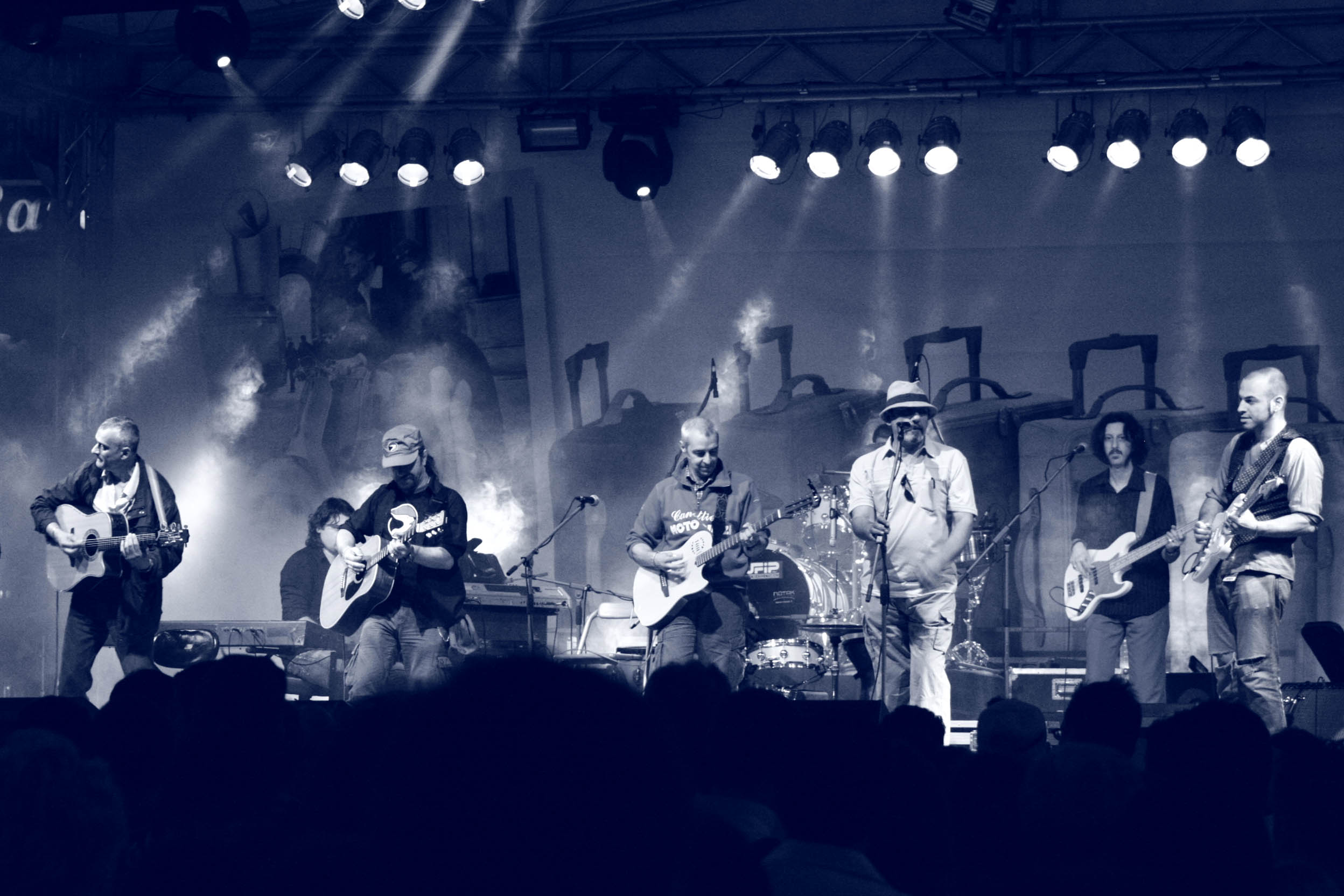
La Davide Van De Sfroos Band in concerto

Nel 1997 Bernasconi pubblica il suo primo libro, Perdonato dalle lucertole; l'anno successivo si ripresenta sulla scena musicale usando il suo nome di battesimo. Questa scelta non ha grande risposta e Bernasconi fonda la Van De Sfroos Band, ideale prosecuzione del progetto chiuso in precedenza. Nel 1999 esce il suo primo album come solista, Brèva e Tivàn, titolo che è lo stesso dell'ultima traccia del disco ed è ispirato ai nomi dei due venti che tipicamente soffiano sul lago di Como (quello del vento e della sua libertà sarà un tema ricorrente per l'artista, che gli dedicherà l'ultima canzone di ognuno dei suoi album, a partire proprio dal primo). L'opera porta la critica ad interessarsi alla band e, nello stesso anno, a Bernasconi viene assegnato il Premio SIAE/Club Tenco come migliore artista emergente durante la XXIV Rassegna della Canzone d'autore. Contemporaneamente pubblica Per una poma, mini musicassetta in cui riscrive la storia di Caino e Abele, di Noè e di Adamo ed Eva.

### Anni 2000
Nel 2000 Bernasconi pubblica il suo secondo libro, Capitan Slaff, opera che è poi anche rappresentata con successo in teatro. Nel 2001 esce il secondo album di inediti ...e semm partii, che nel 2002 vince la Targa Tenco per il miglior disco in dialetto e vende più di 50 000 copie. Nel 2002 pubblica il suo primo disco registrato dal vivo, Laiv, un doppio album contenente quattro inediti. Nel 2003 pubblica il romanzo Le parole sognate dai pesci, edito da Bompiani. Sempre per la stessa casa editrice, nel 2005, scrive Il mio nome è Herbert Fanucci.
Nel 2005 registra e pubblica l'album in studio Akuaduulza. All'uscita di questo disco seguono molti concerti, dai quali verrà tratto il DVD Ventanas (titolo identico a quello dell'ultima canzone dell'album E sémm partíi; il termine è preso dalla lingua sarda, in cui significa "finestre"), uscito nel 2006. Partecipa all'edizione del 2005 della "Notte della Taranta".
L'8 febbraio 2008 esce l'album Pica!, che si attesta al quarto posto dei dischi più venduti in Italia nella settimana di uscita, rimanendo in classifica per 14 settimane. Il disco riscuote un grande successo di pubblico e di critica. Il 19 aprile successivo tiene un concerto al Mediolanum Forum (Milano), registrando il tutto esaurito. Con Pica! vince la sua seconda Targa Tenco come miglior disco in dialetto.
Nel 2009 pubblica un cofanetto contenente quattro dischi in versione live dal titolo 40 Pass. Oltre al brano inedito Singul de punta esso contiene versioni originali e riarrangiate di molti pezzi precedenti. In quegli anni conduce una trasmissione radiofonica settimanale sull'emittente nazionale svizzera RSI Rete 1 dal nome "Il Cacciatore di dischi".

### Anni 2010
Il 20 dicembre 2010 viene ufficializzata la sua presenza alla sessantunesima edizione del Festival di Sanremo, in gara con il brano Yanez, che si classifica al quarto posto; questa rimane, ad oggi, l'unica partecipazione di Van De Sfroos alla manifestazione ligure. Nella terza serata del Festival, dedicata alla celebrazione dei 150 anni dell'Unità d'Italia, canta Viva l'Italia dell'amico Francesco De Gregori, mentre nella serata dedicata ai duetti si esibisce al fianco di Irene Fornaciari. Tra gli strumenti utilizzati dal cantante lombardo sul palco del teatro Ariston c'è una chitarra (quella utilizzata la serata della finale) con attaccato un adesivo con la forma della Sardegna e i quattro mori all'interno, in omaggio alla Sardegna, isola che Bernasconi ha frequentato per anni e per la quale ha una grande passione sin da quando era ragazzo.
Il brano sanremese fa da traino al sesto album da solista, Yanez, uscito il 15 marzo 2011 e certificato disco d'oro il 17 settembre 2011 dalla classifica FIMI, con più di 30 000 copie vendute. Il 15 novembre 2011 viene pubblicata la raccolta Best of 1999-2011 che contiene due inediti registrati in casa.
Il 18 gennaio 2012 esce al cinema il film Benvenuti al Nord, che nella colonna sonora contiene il brano di Van De Sfroos El carnevaal de Schignan, tratto dall'album Yanez. Partecipa al Festival di Sanremo 2012 come autore del brano Grande mistero per Irene Fornaciari, con la quale avrebbe dovuto duettare nella serata del 17 febbraio. Ad agosto partecipa alla 14ª edizione del Kaulonia Tarantella festival. Interviene nell'album di Max Pezzali di nome Max 20 cantando Come deve andare.
Nel 2013 riceve la Targa Musica da Bere e si esibisce nell'ambito dell'omonima manifestazione presso il Teatro Comunale di Vobarno. Nello stesso anno inizia il suo nuovo progetto musicale, accompagnato anche da clip video, intitolato Terra&Acqua, in collaborazione con il regista comasco Dario Tognocchi. Il tour, che si svolge in diverse città della Lombardia, comprende molti enti locali, istituzioni e la Regione Lombardia; terminerà nel 2014 con l'uscita di un DVD.
Il 15 aprile 2014 esce il nuovo disco registrato in studio, Goga e Magoga, preceduto di un giorno dall'omonimo singolo. Dal 2015 tiene una rubrica sulla montagna e la sua gente sul mensile Orobie. Il 4 dicembre 2015 esce Synfuniia (Batoc67/Universal Music), album contenente 14 vecchi brani del cantautore comasco riarrangiati dal maestro Vito Lo Re con la Bulgarian National Radio Simphony Orchestra. Il 9 giugno 2017 canta, per la prima volta, allo Stadio di San Siro di Milano.

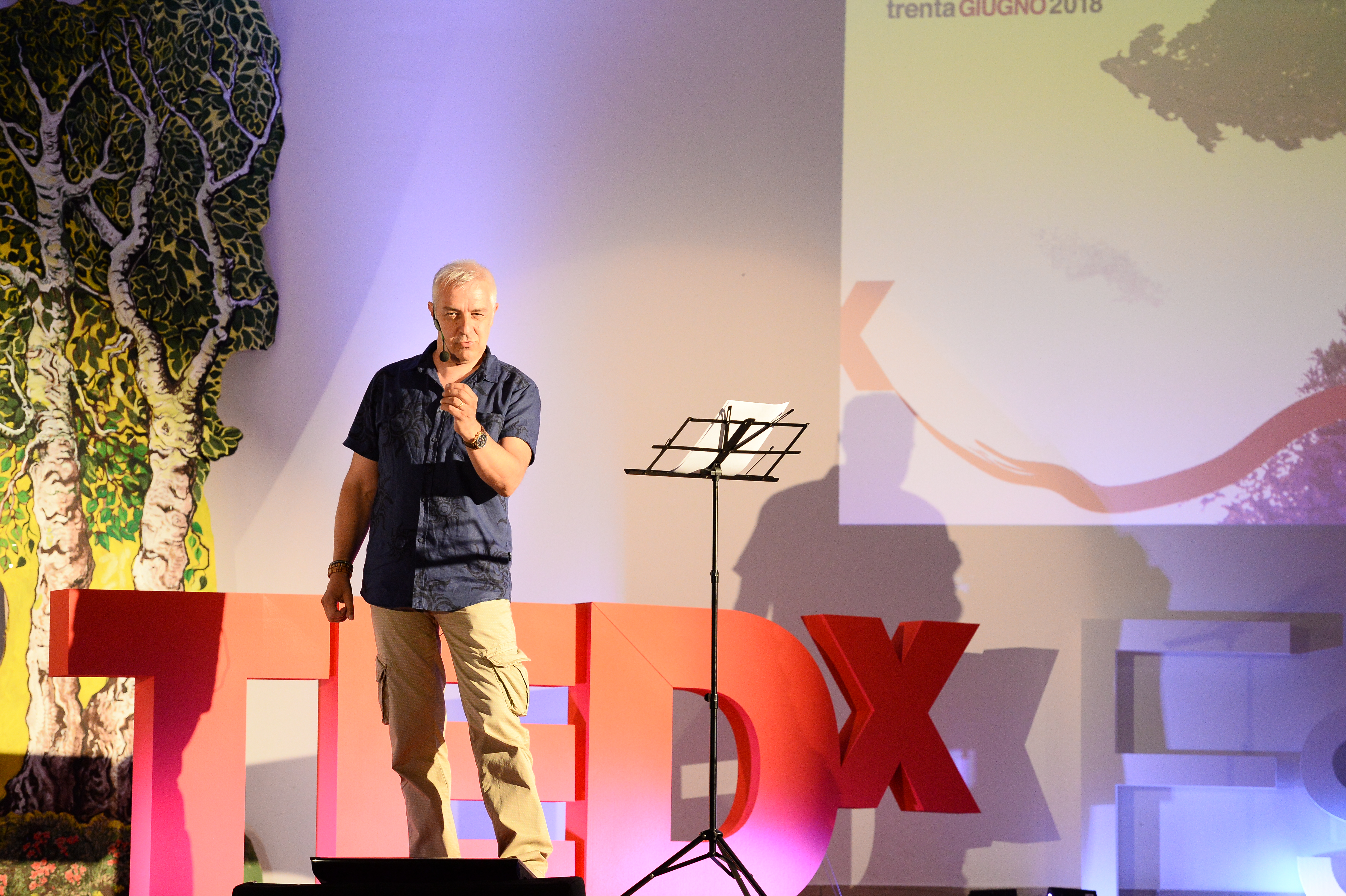
Davide Bernasconi a TEDx Esino Lario 2018.

Nel 2019 collabora con Zucchero Fornaciari per la scrittura del testo di Testa o croce, brano contenuto nell'album D.O.C. del cantante emiliano.
Il 22 novembre 2019 esce il disco live Quanti Nocc, raccolta di brani dell’artista rivistati e riarrangiati, presentati nel tour teatrale Tour De Nocc e nel tour estivo Van Tour del 2019.

### Anni 2020
Il 25 settembre 2020, dopo 25 anni, i De Sfroos tornano per ripubblicare il loro primo album storico Manicomi, rimasterizzato presso gli studi della RSI Radiotelevisione svizzera. L’album contiene 15 brani con le storie di personaggi come Anna, Lo Sconcio, Zia Luisa, Nonu Aspis e tanti altri. Immagini e storie che offrono ancora oggi importanti spunti di riflessione su delicate tematiche, quali ad esempio il trascorrere del tempo, la guerra, il disagio psichico, la rivalsa dei diversi, la vendetta degli screditati. Il disco è dedicato a Marcu De La Guasta (Marco Pollini), uno degli storici componenti della band venuto a mancare nel 2017. Oggi i De Sfroos sono: Davide Van De Sfroos (Davide Bernasconi), Alessandro Frode (Alessandro Giana), Didi Murahia (Arturo Bellotti) e Lorenzo Mc Inagranda (Lorenzo Livraghi).
Nell'estate del 2021 i De Sfroos si esibiscono in una tournée serale in varie località della Lombardia. Nel frattempo escono i nuovi singoli Gli Spaesati e Oh Lord, vaarda gio, quest'ultimo scritto e cantato in collaborazione con Zucchero Fornaciari e con la partecipazione di Mauro Corona.
Il 17 settembre 2021 pubblica il suo settimo disco, Maader folk, da cui sono estratti due singoli, disponibile in formato CD, Vinile e digitale.
Nel 2022 è ospite del disco di Francesco Guccini Canzoni da intorto, interpretando il commissario in Ma mi e cantando nei cori in Addio Lugano . Il 19 dicembre pubblica il suo quarto album in live, intitolato "Davide Van De Sfroos - Live 2022" contenente 20 tracce che attraversano i 30 anni di carriera del cantante, registrate durante il tour estivo. Inizialmente pubblicato solo in formato digitale, l'album è poi uscito in formato fisico, in un doppio LP limitato a 2.000 copie, pubblicato il 31 marzo 2023. Il disco in vinile presenta delle tracce diverse rispetto alla controparte digitale. Dallo stesso tour, e con lo stesso nome, è stato tratto anche un filmato che è andato in onda il 2 settembre 2023 su Rai 2.
Il 13 ottobre 2023 pubblica il suo ottavo album in studio, Manòglia, disponibile nei formati CD, LP e in digitale (ma non sulle piattaforme in streaming). Il disco è stato annunciato sui social dell'autore il 20 giugno ed è stato anticipato dall'omonimo singolo uscito il 7 settembre.
L'8 novembre 2024 esce il triplo album intitolato Van De Best 1999 - 2015, dove l'artista lariano reincide in studio (riarrangiando nuovamente la musica) 49 delle sue canzoni più famose. L'album, disponibile in un cofanetto di 3 CD o 5 LP in vinile è corredato anche di uno sketch book di 29 pagine con appunti, disegni e schizzi dell'artista.

## Partecipazioni
- Il Parto delle Nuvole Pesanti, con la canzone L'imperatore contenuta nell'album Il parto (2003)
- Flavio Oreglio, con la canzone Apucaliss adèss contenuta in ...e ci chiamano poeti (2003)
- Balentes, con la canzone Arreppiù contenuta in Balentes (2003)
- Francesco Baccini, con la canzone Lettera da lontano in Fra..gi..le (2006)
- Enrico Ruggeri, con la canzone Lengi i cart contenuta nell'album All in - L'ultima follia di Enrico Ruggeri (2009)
- Luf, con le canzoni Flel e Tira la barba al fra' contenute nell'album Flel (2010)
- Trenincorsa, con la canzone La Girandula (Non è un Reggae) contenuta nell'album Verso Casa (2010)
- Daniele Ronda, con la canzone Tre Corsari, remake in lingua italiana di 40 Pass, contenuta nell'album Daparte Folk (2012)
- Max Pezzali, con la canzone Come deve andare, duetto per l'album celebrativo dei 20 anni di carriera di Max, contenuto in Max 20 (2013).
- Zucchero Fornaciari, per la scrittura del testo di Testa o croce contenuto nell'album D.O.C. (2019) e di quello di Oh Lord, vaarda gio dell'album Maader folk.
- Francesco Guccini, nell'album Canzoni da intorto (2022).

## Vita privata
- È sposato con Paola, con la quale ha avuto tre figli: Pietro, Luca e Vittoria. Come lui stesso precisa, tuttavia, la donna di nome Paola ed i "tre figli" citati nella canzone Il costruttore di motoscafi dell'album Pica! non sono i suoi familiari, bensì quelli della persona alla quale il brano è ispirato, un fabbricante di imbarcazioni realmente esistito, che aveva anch'esso una moglie di nome Paola e tre figli.
- Negli anni gli sono state affibbiate numerose etichette relative a suoi presunti schieramenti politici; da parte sua si è sempre dichiarato "politicamente ateo"[11], dichiarando "non ho bisogno di una bandiera per capire cos'è giusto e cos'è sbagliato".
- È tifoso del Como. La sua fede calcistica lo ha portato ad essere la bandiera dei lariani in Serie A, partecipando diverse volte alla trasmissione di Rai 2 Quelli che il calcio. Nel 2007, in occasione del centenario di fondazione del Como, partecipa a diversi eventi promossi dai suoi sostenitori. In occasione della promozione nella massima serie dei lariani nella stagione 2023/24, pubblica con la collaborazione della società un nuovo singolo, "Pulenta e Galena Fregia - Stadium Version", in onore dei tifosi bianco-blu.
- Il 14 agosto 2012 diviene cittadino onorario di Vallesaccarda, in concomitanza con il suo settimo concerto nel piccolo paese. Anche i minatori di Frontale, frazione di Sondalo, ricordati nella canzone Il minatore di Frontale, hanno in qualche modo "adottato" il cantautore.
- Il 14 febbraio 2015 diviene cittadino onorario di Schignano, per aver reso nota al grande pubblico la tradizione dell'antico carnevale del paese intelvese in tutta Italia con il brano El Carnevaal de Schignan, utilizzato anche per il film Benvenuti al Nord.

## Il gruppo
Van De Sfroos si è avvalso per anni del supporto di diversi musicisti, che hanno composto le sue band.
Fino al 2016, la formazione era composta da:
- Angapiemage Galiano Persico – violino, viola, tamburello, mandolino, cori
- Davide "Billa" Brambilla – fisarmonica, tastiera, tromba e Cori
- Maurizio "Gnola" Glielmo – chitarra elettrica e acustica
- Alessandro Parilli – basso, cori
- Diego Scaffidi – batteria
- Leslie Abbadini –cori, percussioni, automazioni

Nello Yanez Tour 2011 la band si è inoltre arricchita con la presenza della cantautrice pugliese Roberta Carrieri come ospite speciale, che ha tra l'altro collaborato con il cantautore comasco nelle canzoni Dove non basta il mare e Blues di Santa Rosa, contenute nell'album del 2011 Yanez.
A partire dal Folk Cooperatour del 2016 la storica band è stata sostituita temporaneamente dal giovane gruppo degli Shiver per donare sonorità folk alle canzoni, rinnovando l’amore del pubblico per le origini autentiche del cantante laghèe.

## Discografia

### Solista
Album in studio
- 1999 – Brèva e Tivàn
- 1999 – Per una poma (EP)
- 2001 – ...e semm partii
- 2005 – Akuaduulza
- 2008 – Pica!
- 2011 – Yanez
- 2014 – Goga e Magoga
- 2015 – Synfuniia
- 2021 – Maader folk
- 2023 – Manòglia
- 2024 – Van De Best 1999 - 2015

Album dal vivo
- 2003 – Laiv
- 2009 – 40 pass (cofanetto 4 CD live + 2 DVD)
- 2019 – Quanti Nocc
- 2022 – Davide Van De Sfroos Live 2022

Raccolte
- 2011 – Best of 1999-2011

### Con i De Sfroos
Album in studio
- 1992 – Ciulandàri!
- 1995 – Manicomi

Album dal vivo
- 1994 – Viif

### Con i Potage
Album in studio
- 1985 – Prima cassetta

## Videografia

### DVD
- 2006 – Ventanas
- 2013 –  Desolato

## Opere
- Perdonato dalle lucertole: paróll de sfroos, Milano, Edlin, 1997, ISBN 88-87093-00-8.
- Capitan Slaff, con compact disc, Como, Nodo Libri, 2000.
- Le parole sognate dai pesci, collana asSaggi, Milano, Bompiani, 2003, ISBN 8845255239. Nuova edizione ampliata, Milano, La Nave di Teseo, 2018, ISBN 978-88-9344-599-3
- Il mio nome è Herbert Fanucci, collana asSaggi di narrativa, Milano, Bompiani, 2005, ISBN 88-452-3423-1.
- Itinerari Terra & Acqua - Como, contenuti a cura di Batoc67 s.r.l., poesie di Davide Van De Sfroos, Chivasso, Media[in], 2014.
- Itinerari Terra & Acqua - Lecco, contenuti a cura di Batoc67 s.r.l., poesie di Davide Van De Sfroos, Chivasso, Media[in], 2015.
- Itinerari Terra & Acqua - Monza e Brianza, contenuti a cura di Batoc67 s.r.l., poesie di Davide Van De Sfroos, Chivasso, Media[in], 2015.
- Itinerari Terra & Acqua - Varese, contenuti a cura di Batoc67 s.r.l., poesie di Davide Van De Sfroos, Chivasso, Media[in], 2015.
- Ladri di foglie, Milano, La Nave di Teseo, 2018, ISBN 978-88-9344-660-0.
- Taccuino d'ombre, Milano, La Nave di Teseo / Baldini+Castoldi, 2019, ISBN 978-88-9395-007-7.